# Manoir de Keroman (Inzinzac-Lochrist)
Pour l’article homonyme, voir Manoir de Keroman (Languidic).
Le manoir de Keroman est un édifice situé à Inzinzac-Lochrist, en France.

## Situation
Le manoir est situé sur le territoire de la commune de Inzinzac-Lochrist, au lieu-dit Keroman, dans le département du Morbihan, en région Bretagne.

## Description
Le manoir date du XVIIe siècle, il est construit en moellons de granite, édifice à un étage carré, élévation à travées. Toiture  à longs pans recouverte d'ardoises, pignon découvert. Escalier dans-œuvre : escalier à vis sans jour.

## Histoire
Le manoir date de la première moitié du XVIIe siècle, une dépendance porte la date de 1636, l'escalier est détruit.
Il est inscrit à l'inventaire général du patrimoine culturel.